# Abe Wiersma
Abe Wiersma (14 de agosto de 1994) é um desportista neerlandês que compete em remo. Participou nos Jogos Olímpicos de Verão de 2020, obtendo uma medalha de ouro na prova de quatro scull (junto com Dirk Uittenbogaard, Tone Wieten e Koen Metsemakers).

## Palmarés internacional
| Jogos Olímpicos | Jogos Olímpicos | Jogos Olímpicos | Jogos Olímpicos |
| Ano             | Lugar           | Medalha         | Prova           |
| --------------- | --------------- | --------------- | --------------- |
| 2020            | Tóquio          | Medalha de ouro | Quatro scull    |